# Erioptera perornata
Erioptera perornata är en tvåvingeart som beskrevs av Alexander 1934. Erioptera perornata ingår i släktet Erioptera och familjen småharkrankar. Inga underarter finns listade i Catalogue of Life.